# 卡菲利
卡菲利（英語：Caerphilly）是英國威爾斯的一座城鎮，位於威爾斯南部。在2001年人口普查時，卡菲利有人口30,388人。卡菲利是卡迪夫和紐波特的住宅城市，但擁有其歷史可以追溯至75年。

## 友好城市
- 法國 拉尼永